# Bílá Hora (Praag)
De Bílá Hora (Nederlands: Witte Berg) is een heuvel in het westen van de Tsjechische hoofdstad Praag. Bij de 381 meter hoge berg vond op 8 november 1620, tijdens de Dertigjarige Oorlog, de Slag op de Witte Berg plaats. Op de plaats van de slag werd een kapel gebouwd, en tussen 1704 en 1714 een barokke kerk.